# 真野駅
真野駅（まのえき）は、かつて滋賀県大津市真野にあった江若鉄道の駅（廃駅）。
真野浜水泳場の最寄り駅として、夏場には水泳客が多く利用する駅であった。

## 歴史
真野駅は1924年（大正13年）、江若鉄道の堅田駅から和邇駅までの区間が開通したのに合わせて開設された駅である。江若鉄道は1969年（昭和44年）10月31日をもって営業を終了し、当駅も翌11月1日に廃止された。

### 年表
- 1924年（大正13年）4月1日：江若鉄道の堅田 - 和邇間の延伸開業に伴い、滋賀郡真野村に開業[3][4]。
- 1969年（昭和44年）11月1日：駅廃止[3]。

## 駅構造
真野駅は列車交換が可能な交換駅。ホームは2本の線路を挟んで2面が向かい合わせに配されていた（相対式ホーム）。旅客のほかに貨物も取り扱うことができた一般駅で、側線が敷設されていた。
| ← 浜大津 方面 | 真野駅 配線略図 | → 近江今津 方面 |
| 凡例 出典:    |                 |                 |

## 利用状況
開業から数年間の年間乗降客数・貨物取扱量の状況は以下の通り。
| 年間の旅客および貨物の取扱量 | 年間の旅客および貨物の取扱量 | 年間の旅客および貨物の取扱量 | 年間の旅客および貨物の取扱量 | 年間の旅客および貨物の取扱量 | 年間の旅客および貨物の取扱量 |
| 年                           | 旅客                         | 旅客                         | 貨物                         | 貨物                         | 出典                         |
| 年                           | 乗車                         | 降車                         | 発送                         | 到着                         | 出典                         |
| ---------------------------- | ---------------------------- | ---------------------------- | ---------------------------- | ---------------------------- | ---------------------------- |
| 1924年                       | 19,499人                     | 10,572人                     | 179トン                      | 19トン                       | [ 9 ]                        |
| 1931年                       | 34,579人                     | 33,686人                     | 242トン                      | 367トン                      | [ 10 ]                       |
| 1934年                       | 31,824人                     | 30,859人                     | 302トン                      | 399トン                      | [ 11 ]                       |
| 1935年                       | 29,746人                     | 28,197人                     | 133トン                      | 405トン                      | [ 12 ]                       |
| 1936年                       | 32,647人                     | 31,365人                     | 123トン                      | 323トン                      | [ 13 ]                       |

## 駅周辺
琵琶湖の真野浜水泳場が近い。水泳場は1931年（昭和6年）に太湖汽船が開設したもので、夏場の真野駅は水泳客で賑わった。駅の周囲は松林が広がり、沿線に人家は少なかった。
駅跡には江若鉄道の廃線後に開通した湖西線の線路が通っていて、当駅の存在を示す痕跡はない。駅があった場所より北側の一帯は湖西線の開業に伴い「びわ湖ローズタウン」として開発が進み、住宅が相次いで建設された。1988年（昭和63年）にはびわ湖ローズタウン開発の一環として、それまで駅がなかった湖西線の堅田 - 和邇間に小野駅が新設されている。

## 隣の駅
江若鉄道
江若鉄道線
堅田駅 - 真野駅 - 和邇駅